# Breds distrikt
Breds distrikt är ett distrikt i Enköpings kommun och Uppsala län. 
Distriktet ligger väster om Enköping. 

## Tidigare administrativ tillhörighet
Distriktet inrättades 2016 och utgörs av socknen Bred i Enköpings kommun.
Området motsvarar den omfattning Breds församling hade vid årsskiftet 1999/2000.